# Harrai
Harrai é uma cidade e uma nagar panchayat no distrito de Chhindwara, no estado indiano de Madhya Pradesh.

## Geografia
Harrai está localizada a 22° 37′ N, 79° 13′ L. Tem uma altitude média de 588 metros (1929 pés).

## Demografia
Segundo o censo de 2001, Harrai tinha uma população de 9 438 habitantes. Os indivíduos do sexo masculino constituem 51% da população e os do sexo feminino 49%. Harrai tem uma taxa de literacia de 60%, superior à média nacional de 59,5%: a literacia no sexo masculino é de 69% e no sexo feminino é de 52%. Em Harrai, 17% da população está abaixo dos 6 anos de idade.